# Murrayville
Murrayville és una població dels Estats Units a l'estat d'Illinois. Segons el cens del 2000 tenia 644 habitants.

## Demografia
Segons el cens del 2000, Murrayville tenia 644 habitants, 243 habitatges, i 182 famílies. La densitat de població era de 497,3 habitants/km².
Dels 243 habitatges en un 35,4% hi vivien nens de menys de 18 anys, en un 65,8% hi vivien parelles casades, en un 6,6% dones solteres, i en un 25,1% no eren unitats familiars. En el 22,2% dels habitatges hi vivien persones soles l'11,5% de les quals corresponia a persones de 65 anys o més que vivien soles. El nombre mitjà de persones vivint en cada habitatge era de 2,65 i el nombre mitjà de persones que vivien en cada família era de 3,08.
Per edats la població es repartia de la següent manera: un 26,7% tenia menys de 18 anys, un 9% entre 18 i 24, un 30% entre 25 i 44, un 23,1% de 45 a 60 i un 11,2% 65 anys o més.
L'edat mediana era de 36 anys. Per cada 100 dones de 18 o més anys hi havia 93,4 homes.
La renda mediana per habitatge era de 42.917 $ i la renda mediana per família de 50.476 $. Els homes tenien una renda mediana de 31.563 $ mentre que les dones 23.594 $. La renda per capita de la població era de 15.353 $. Aproximadament el 5,7% de les famílies i l'11,2% de la població estaven per davall del llindar de pobresa.

## Poblacions més properes
El següent diagrama mostra les poblacions més properes.